# Spaghetti aglio e olio
Spaghetti aglio e olio (do italiano: "espaguete [ao] alho e óleo") é um prato de massa italiana tradicional de Nápoles.
O prato é feito de alho levemente picado, fatiado ou prensado com azeite, às vezes com a adição de flocos secos de pimenta vermelha (neste caso seu nome é spaghetti aglio, olio e peperoncino), jogados no espaguete. salsa picada também pode ser adicionada como guarnição, juntamente com parmesão ralado ou queijo pecorino, embora de acordo com algumas receitas tradicionais, o queijo não deve ser adicionado.